# Boettgerillowate
Boettgerillowate (Boettgerillidae) – monotypowa rodzina ślimaków płucodysznych z rzędu trzonkoocznych, obejmująca rodzaj Boettgerilla z dwoma gatunkami ślimaków nagich (bez muszli zewnętrznej), blisko spokrewnionymi z pomrowami (Limacidae), pomrowikami (Agriolimacidae) i przeźrotkowatymi (Vitrinidae).

## Występowanie
Boettgerillowate występują w górach Kaukazu na terenie Gruzji. Boettgerilla blada (Boettgerilla pallens) została zawleczona do Europy i Ameryki Północnej. Obecność tego gatunku na kontynencie europejskim stwierdził jako pierwszy Andrzej Wiktor. Boettgerillowate zasiedlają podgórskie lasy, a na terenach introdukcji parki, ogrody i cmentarze. Żyją zwykle pod ziemią lub pod kamieniami.

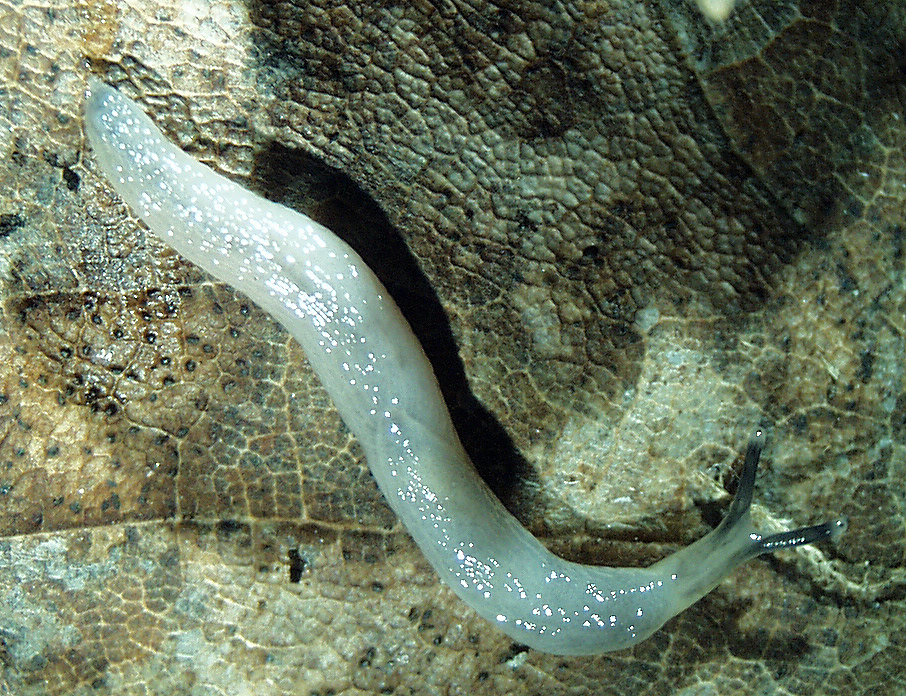
Boettgerilla blada (Boettgerilla pallens)

## Budowa
Ciało wąskie, robakowate, osiągające do 6 cm długości, bez zewnętrznej muszli. Czułki duże i grube. Wzdłuż grzbietu przechodzi wyraźnie zaznaczony kil. Około 1/3 długości ciała, w tym zredukowaną muszlę, osłania płaszcz. Nad otworem oddechowym leżą dwie charakterystyczne bruzdy.

## Systematyka
Nazwa rodzaju typowego i rodziny honoruje niemieckiego malakologa C.R. Boettgera. Zaproponował ją J.L. van Goethem w 1972, ale nie sporządził formalnego opisu rodziny. Dokonali tego w 1979 roku A. Wiktor i I. M. Likharev.
Do tej rodziny zaliczane są dwa gatunki:
- Boettgerilla compressa Simroth, 1910
- Boettgerilla pallens Simroth, 1912 – boettgerilla blada